# Marie-Ange Rimlinger
Marie-Ange Rimlinger (31 de diciembre de 2001) es una deportista de Francia que compite en atletismo. Ganó una medalla de bronce en el Campeonato Europeo de Atletismo Sub-23 de 2021, en la prueba de 4 × 100 m.